# Гуатни, Уильям
Уильям Джей Гуатни (англ. William J. Guatney; 14 февраля 1922, Пикин, округ Тазуэлл, штат Иллинойс, США — 31 марта 1996, штат Канзас) — американский преступник. Основной подозреваемый в совершении серийных убийств 15 мальчиков, совершённых в период с 9 августа 1969 год по 27 июня 1981 года на территории штатов Небраска, Иллинойс, Аризона и Канзас. Гуатни был известен под прозвищем «Товарный поезд» за своё умение реалистично имитировать всевозможные звуки, используя только собственный голос. Он вёл бродяжнический образ жизни, предпочитая передвигаться по территории страны с помощью товарных поездов. В большинстве случаев убийца продемонстрировал выраженный ему образ действия. Жертвы были убиты вблизи расположения путей железных дорог, благодаря чему Уильям Гуатни очень хорошо соответствовал психологическому портрету подозреваемого. После ареста Гуатни признался в совершении убийств 3 детей. Однако его виновность подвергалась сомнению, так как Гуатни страдал психическим расстройством. В конечном итоге судебно-психиатрическая экспертиза постановила, что он не может предстать перед судом по состоянию здоровья, на основании чего вместо уголовного наказания ему были назначены принудительные меры медицинского характера.

## Биография
Уильям Джей Гуатни родился 14 февраля 1922 года в городе Пикин (штат Иллинойс). После рождения его биологическая мать отказалась от него, благодаря чему он вскоре был усыновлен Бертом и Руби Гуатни, которые дали ему свою фамилию. Детство и юность Уильям провел в сельской местности на территории таких небольших городов как Фредония и Трис (штат Канзас), где отец Уильяма работал шахтером в местных шахтах. В конце 1933 года Берт Гуатни сильно заболел. У него была диагностирована пневмония, от осложнений которой он умер 24 января 1934 года в возрасте 35 лет. Смерть отца явилась болезненным ударом по психике Уильяма. После смерти отца он покинул Трис и переехал к бабушке с дедушкой, после чего некоторое время проживал в доме своего брата и его жены. В этот период он потерял интерес к учебному процессу, после чего бросил школу и начал вести маргинальный образ жизни. В 1935 году Уильям стал промышлять мелкими кражами и увлекаться алкогольными напитками.
С целью изменить социально-неблагополучную обстановку, в 1936 году Гуатни ушел из дома и стал вести бродяжнический образ жизни. Все последующие годы жизни Гуатни постоянно менял места жительства в разных штатах США, нигде подолгу не задерживаясь. Не имея образования и специальности, Уильям был вынужден заниматься низкоквалифицированным трудом и в течение своей жизни сменил ряд профессий. Он не был замечен в употреблении наркотических средств, но страдал алкогольной зависимостью, вследствие чего начиная с 1937 года неоднократно подвергался арестам за совершение краж, появление в общественных местах в нетрезвом виде и по обвинению в непристойном поведении. В 1942 году Уильям Гуатни был призван в Армию США, после чего на протяжении двух последующих лет принимал участие в сражениях на полях Второй мировой войны. В 1944 году он получил тяжелое осколочное ранение шрапнелью в голову, после чего был комиссован и на протяжении двух последующих лет проходил лечение в госпитале. Пройдя курс лечения, Уильям стал демонстрировать признаки психического расстройства. Он начал страдать провалами в памяти и демонстрировал признаки спутанности сознания. В 1947 году он был помещен в психиатрическую клинику, где ему на основании судебно-медицинской экспертизы был поставлен диагноз параноидальная шизофрения вкупе с органическим поражением головного мозга на фоне алкогольной зависимости. Всего же, в период с 1947 года по 1979 год Уильям Гуатни в общей сложности 66 раз подвергался госпитализации и проходил курс лечения в психиатрических клиниках.
С конца 1950-х Гуатни резко ограничил взаимоотношения со знакомыми и социальные контакты с родственниками, большинство из которых в течение 20 лет ничего не знали о его судьбе. В этот период он поддерживал отношения только со своим братом и его женой, периодически навещая их в городе Неошо-Фолз (штат Канзас). Несмотря на это, он не был замечен в проявлении агрессивного поведения по отношению к кому бы то ни было и вплоть до 1979 года никогда не привлекался к уголовной ответственности за совершение преступлений, сопряженных с физическим насилием. Большинство знакомых характеризовали его крайне положительно.

## Серийные убийства и арест
Впервые Уильям Гуатни попал под подозрение полиции в качестве подозреваемого в совершении убийств — в середине 1976 года. Он был допрошен полицией по подозрению в совершении убийств 12-летнего Джейкоба Сурбера и 13-летнего Джона Симпсона, которые были убиты в 1975 году в городе Линкольн (штат Небраска). Мальчики пропали без вести 30 августа 1975 года после посещения местной ярмарки. Тело Сурбера с многочисленными ножевыми ранениями было найдено спустя 9 дней после исчезновения на расстоянии квартала к югу от места проведения ярмарки. Тело Симпсона было обнаружено 22 сентября того же года в закрытом вагоне-хоппере, который стоял на запасном пути недалеко от места, где проходила ярмарка. В ходе расследования было установлено, что в начале сентября вагон в железнодорожном составе был перевезён в город Каунсил-Блафс (штат Айова), а затем через несколько дней оказался снова в Линкольне. Судебно-медицинская экспертиза не смогла установить причину смерти мальчика так как к тому времени тело подверглось сильной степени разложения, но по различным признакам, в том числе по характерным сколам на костях убитого, оставленным лезвием ножа, судебно-медицинский эксперт постановил, что Симпсон предположительно также погиб от последствий многочисленных ножевых ранений. Гуатни отрицал свою причастность к совершению убийств. Так как никаких очевидных доказательств его виновности найдено не было, его в конечном итоге были вынуждены отпустить, после чего Гуатни покинул территорию штата Небраска и скрылся.
В середине 1979 года, ряд высопоставленных чиновников правоохранительных органов из четырёх штатов организовали встречу на территории города Топика (штат Канзас), на котором в ходе совещания была сформирована целевая группа для расследования 15 убийств мальчиков, которые по версии следствия были совершены одним и тем же человеком. Все жертвы находились в возрасте от 8 до 14 лет и были убиты в период с января 1972 года по май 1979 года на территории штатов Небраска, Иллинойс, Канзас и Аризона. Во время совершения убийств преступник продемонстрировал выраженный образ действия. Почти все убийства были совершены недалеко от железнодорожных сооружений во время проведения ярмарок, вследствие чего правоохранительные органы предположили, что серийным убийцей может быть один из работников ярмарки. Во время расследования было установлено что во всех случаях, когда были совершены убийства, Уильям Гуатни работал на ярмарках в качестве пастуха, присматривающего за скотом на выпасе, который был выставлен на продажу. Благодаря своему умению реалистично имитировать всевозможные звуки, используя только собственный голос, Гуатни пользовался популярностью среди местных детей и легко завоевывал их доверие, вследствие чего попал в число основных подозреваемых. Подозрения в адрес Уильяма усилились после того, как у него во время допроса в середине 1976 года был изъят нож для вскрытия писем, ширина и длина лезвия которого совпадала с шириной и глубиной ножевых ранений, которые были обнаружены на теле жертвы Джейкоба Сурбера. В конечном итоге 20 августа 1979 года Уильям Гуатни был арестован на территории города Спрингфилд (штат Иллинойс) по подозрению в совершении убийств 12-летнего Джейкоба Сурбера и 13-летнего Джона Симпсона. Он также подозревался в совершении убийства 11-летнего мальчика на территории города Омаха, (штат Небраска), совершения убийства девочки на территории города Хатчинсон, (штат Канзас), в совершении убийства мальчика в городе Рок-Айленд (штат Иллинойс), совершении убийств трех мальчиков на территории города Чандлер, (штат Аризона) и в совершении ещё ряда убийств.
После ареста Гуатни был экстрадирован на территорию города Топика (штат Канзас) где ему было предъявлено обвинение в совершении убийства 12-летнего Джека Ханрахана, который был убит 20 мая 1979 года на территории города после посещения боулинг-клуба. Представители правоохранительных органов заявили, что мальчик умер от последствий массивных травм грудной клетки и удушения. Во время допроса Гуатни не признал себя виновным, после чего на следующий день был экстрадирован на территорию города Линкольн, где ему были предъявлены обвинения в совершения убийств Сурбера и Симпсона. Также он вошел в число основных подозреваемых в совершении убийств 9-летнего Марка Хельмига, который был убит в 1976 в городе Пикин (штат Иллинойс), и в совершении убийства 14-летнего Марти Ланкастера, чье убийство было совершено рядом с местом проведения ярмарки в городе городе Нормал (штат Иллинойс). Разложившееся тело Ланкастера было найдено в подлеске возле железнодорожных путей на территории Нормала примерно через месяц после его исчезновения в июне 1978 года. Он умер от последствий тяжелой черепно-мозговой травмы. Марк Хельмиг был задушен. Его обнаженное и разложившееся тело было найдено в августе 1976 года в товарном вагоне на одной из железнодорожных станций города Пеория спустя три недели после его исчезновения. После предъявления обвинений Уильям Гатни не признал свою вину в совершении убийств ссылаясь на невменяемость. Гуатни утверждал что страдал раздвоением личности и все убийства были в действительности совершены его альтернативной личностью. В ходе опроса его друзей и знакомых, ряд из них подтвердили показания Гуатни, заявив что незадолго до ареста Уильям признавался им в том, что он имеет проблемы с психическим здоровьем а его альтернативная личность совершила несколько убийств мальчиков..

## Суд
Судебный процесс по обвинению Уильяма Гуатни в совершении убийств Джейкоба Сурбера и Джона Симпсона открылся в январе 1980 года на территории округа Ланкастер (штат Небраска). На заседаниях судебного процесса Уильям Гуатни демонстрировал девиантное поведение, имитировал состояние невменяемости и часто был склонен впадать в приступы гнева и агрессии, которую проявлял по отношению к участникам судебного процесса, благодаря чему в июне 1980 года его адвокаты подали ходатайство о проведении судебно-медицинской экспертизы для установления степени его вменяемости, которое было удовлетворено. Гуатни был этапирован из местной окружной тюрьмы в психиатрическую клинику «Lincoln Regional Center», где на основании результатов проведенной судебно-медицинской экспертизы в декабре 1980 он был признан вменяемым и способным предстать перед судом по состоянию здоровья.
Однако несмотря на положительные результаты экспертизы, в середине 1981 года психическое состояние Уильяма Гуатни резко ухудшилось. Психиатры, проводившие различные тестирования с Гуатни, заявили что он страдает бредовым расстройством и вследствие этого имеет трудности с определением реальности или нереальности, происходящих с ним событий. При этом заболевании у Гуатни сформировались бредовые идеи, возможность появления галлюцинаций и утрата способности и возможности осуществлять самообслуживание. На основании этого в августе 1981 года была назначена новая судебно-медицинская экспертиза, а сам Уильям Готни был снова этапирован в психиатрическую клинику «Lincoln Regional Center». В ходе повторной судебно-медицинской экспертизы, 2 сентября 1981 года Гуатни был признан неспособным предстать перед судом по состоянию здоровья и все обвинения с него были сняты из-за его невменяемости.
На основании этого, суд назначил Уильяму Гуатни меры принудительного медицинского характера, после чего в декабре 1981 года Гуатни был этапирован в один из домов престарелых для психических больных. Однако через две недели он совершил побег из учреждения. Гуатни был обнаружен на железнодорожных путях 17 декабря 1981 года, после чего доставлен в полицию. Руководство учреждения и его сотрудники были обвинены в ненадлежащем исполнении обязанностей, после чего постановлением суда Уильям Гуатни был в очередной раз помещен для оказания ему медицинского ухода в психиатрическую клинику «Lincoln Regional Center».

## Смерть
Пройдя курс лечения, Гуатни в начале 1980-х был переведен на лёгкие условия содержания, а затем в дом для престарелых ветеранов войн под названием «Wadsworth Veterans Home», расположенном в городе Ливенворт (штат Канзас). В середине 1983 года он сумел незамеченным покинуть дом престарелых и снова начал вести бродяжнический образ жизни, но вскоре был арестован на территории штата Небраска по подозрению в совершении убийства. В конечном итоге доказательств его виновности найдено не было и его в итоге были вынуждены отпустить, но по постановлению суда Гуатни снова был помещён в психиатрическую клинику для продолжения курса лечения. Последние годы жизни Гуатни провел в одной из психиатрических клиник на востоке штата Канзас, где умер 31 марта 1996 года. Личность виновного в совершении убийств мальчиков так никогда и не была установлена.